# Labruja
Labruja é uma povoação portuguesa sede da Freguesia de Labruja do Município de Ponte de Lima, freguesia com 16,73 km² de área e 383 habitantes (censo de 2021), tendo, por isso, uma densidade populacional de 22,9 hab./km².
A Freguesia de Labruja, situada na serra com o mesmo nome, dista nove quilómetros da sede do município, ocupando uma área de 1673 ha e sendo uma das maiores do município. Tem por freguesias vizinhas, a norte Cunha e Romarigães do Município de Paredes de Coura, a sul Arcozelo, a nascente Rendufe, Bárrio e Cepões, a poente Cabração. Além da sede, é composta pelos seguintes lugares: Antas, Arco, Bacelos, Balada, Bandeira, Bargo, Bouça, Camboa, Carvalho, Casa Branca, Codeçal, Devesa, Espinheiro, Fijô, Gávia, Igreja, Mota, Outeiro, Pessegueiros, Pedrelo, Pinheiro, Pombinha, Ponte Nova, Quinta, Revolta, Rua, Santana, Soutinho, Torre, Valinhos, Vinhó de Baixo e Vinhó de Cima.

## Demografia
A população registada nos censos foi:
| Distribuição da População por Grupos Etários | Distribuição da População por Grupos Etários | Distribuição da População por Grupos Etários | Distribuição da População por Grupos Etários | Distribuição da População por Grupos Etários |
| -------------------------------------------- | -------------------------------------------- | -------------------------------------------- | -------------------------------------------- | -------------------------------------------- |
| Ano                                          | 0-14 Anos                                    | 15-24 Anos                                   | 25-64 Anos                                   | > 65 Anos                                    |
| 2001                                         | 92                                           | 68                                           | 211                                          | 111                                          |
| 2011                                         | 48                                           | 64                                           | 228                                          | 99                                           |
| 2021                                         | 50                                           | 31                                           | 186                                          | 116                                          |

## Património
- Santuário do Senhor do Socorro

## Toponímia
De acordo com o linguista português, José Pedro Machado, o étimo de Labruja é Labrugia, topónimo latinizado de origem incerta que, com o passar dos tempos, se terá transformado no nomes «labruge», «labruja» e «labrujó», dependendo da região.
Em português arcaico, «labruge» significa «loureiro», sendo que toponímia encontra paralelos, não só em Labruja, mas também nos topónimos Labrujó e Labruge, todos provenientes da mesma origem etimológica.

## Economia
Metade da população activa ainda se dedica à agricultura mas, na sua maioria, esta é praticada a nível de auto consumo. Os outros sectores com capacidade para gerar emprego não têm relevância, devido às limitações impostas pelo PDM à área disponível para construção, a falta de uma área industrial e os difíceis acessos a Labruja são os principais responsáveis por esta situação. A freguesia é servida por um I.P. próximo e a por duas E.N. com carreiras de transportes públicos e por uma praça de táxis.

## Infraestruturas
No capítulo das infra-estruturas, as carências também se fazem sentir. A rede pública de distribuição de água ao domicílio está prevista para funcionar nestes primeiros anos de inicio de milénio. Quanto ao saneamento básico, ele é inexistente. O sistema de recolha de lixo, por seu lado, serve 80% da freguesia e é feito duas vezes por semana.
Para a área do ensino, existem duas escolas públicas do 1.º ciclo, só uma das quais com refeitório. O sistema de saúde não dispõe de qualquer estrutura local pelo que os serviços médicos à população são prestados em Ponte de Lima. A situação é igual no capítulo da acção social.

## Equipamentos
Quanto à dinamização cultural, existe um polidesportivo, há uma biblioteca aberta ao público e funciona uma sala de espectáculos e um salão de festas, os quais são normalmente utilizados pela Associação Cultural, Recreativa e Desportiva de Labruja, pelo Grupo Coral e pelo Grupo Animador de Labruja.
Como pólos de atracção turística refiram-se: o Santuário do Senhor do Socorro com a respectiva festa no 1.º domingo de Julho, a Capela de S. João da Grova, a Ponte do Arquinho, a cruz da forca do Pelourinho de Ponte de Lima, os vestígios arqueológicos e finalmente, as belezas paisagísticas das margens do rio Labruja.